# Motoșeni
Motoșeni est une commune roumaine située dans le județ de Bacău.

## Démographie
En 2021, la population était de 2 905 habitants.